# Naked Attraction
Naked Attraction är ett brittiskt dejtingprogram från 2016, där deltagarna är nakna. Programmet sänds på Channel 4 och leds av Anna Richardson.

## Koncept
Först presenteras en klädd person som ska välja mellan upp till sex nakna personer i boxar. De nakna personerna i boxarna visas stegvis, och efter varje steg ska den klädde personen rösta bort en person som lämnar programmet. När bara två personer är kvar, ska även den klädde personen klä av sig naken, och därefter välja en av de två att gå på dejt med.
Avslutningsvis visas en del av dejten, där de två nu är påklädda, och därefter en uppföljning av den.

## Internationella versioner
TV-programmet har fått efterföljare i Tyskland, Danmark, Finland, Italien, Norge, Polen och Sverige. Det fanns även planer på en rysk version, som dock aldrig spelades in. I Nederländerna visades ett program vid namn Undress for love, som har ett liknande koncept. Programmet visades endast i sex avsnitt 2018.
Discovery+ var först med att visa den engelska versionen av programmet för den svenska marknaden, och år 2022 kom en svensk version.
| Land          | Namn                              | Kanal                       | Premiär          | Programledare                                     |
| ------------- | --------------------------------- | --------------------------- | ---------------- | ------------------------------------------------- |
| Tyskland      | Naked Attraction – Dating hautnah | RTL II                      | 8 maj 2017       | Milka Loff Fernandes                              |
| Danmark       | Date mig nøgen                    | TV 2                        | 10 februari 2019 | Ibi Makienok                                      |
| Finland       | Naked Attraction Suomi            | Dplay+                      | 4 december 2020  | Marja Kihlström                                   |
| Italien       | Naked Attraction Italia           | Discovery+, NOVE, Real Time | 7 februari 2021  | Nina Palmieri                                     |
| Norge         | Naked Attraction Norge            | Discovery+, TVNorge         | 22 april 2021    | Tuva Fellman                                      |
| Polen         | Magia nagości. Polska             | Player.pl, Zoom TV          | 3 september 2021 | Beata Olga Kowalska (2021–2022) Julia Oleś (2025) |
| Sverige       | Naked Attraction Sverige          | Discovery+, Kanal 5         | 7 juni 2022      | Sofia Wistam                                      |
| Nederländerna | Undress for Love                  | RTL XL                      | 2018             | Lieke van Lexmond                                 |
| Spanien       | Naked Attraction                  | Max                         | 21 maj 2024      | Marta Flich                                       |